# Leptolalax lateralis
Espèce
Synonymes
- Ixalus lateralis Anderson, 1871
- Megophrys lateralis (Anderson, 1871)
- Xenophrys lateralis (Anderson, 1871)

Leptolalax lateralis est une espèce d'amphibiens de la famille des Megophryidae.

## Répartition
Cette espèce est endémique du Sud-Est de l'Asie. Elle se rencontre :
- dans le nord-est de l'Inde dans l'État du Nagaland ;
- en Birmanie dans les environs de Bhamo.

Sa présence est incertaine dans la province du Yunnan en République populaire de Chine.

## Publication originale
- Anderson, 1871 : A list of the reptilian accession to the Indian Museum, Calcutta from 1865 to 1870, with a description of some new species. Journal of the Asiatic Society of Bengal, vol. 40, no 1, p. 12-39 (texte intégral).